# Bogdănești, Iași
Bogdănești este un sat în comuna Horlești din județul Iași, Moldova, România.

## Monument istoric
- Biserica „Sf. Ioan” (1822), IS-II-m-B-04105